# Cratere Sagaris
Sagaris è un cratere sulla superficie di Dione.